# Карась Зиновій Семенович
Зиновій Семенович Карась (9 березня 1929, Журів, Рогатинський повіт — 4 березня 2014, Коломия) — коломийський громадсько-політичний діяч, священик УГКЦ, член ОУН, жертва радянських таборів, публіцист, журналіст.
Почесний громадянин міста Коломиї (2004).

## Життєпис
Народився Зиновій Карась 9 березня 1929 року в селі Журів у сільській родині Семена Карася (1895—1970) та Євдокії Карась з роду Стефанишинів. Його батько закінчив гімназію, воював у складі Українських Січових Стрільців, був заможним господарем.
Зиновій Семенович закінчив 3 класи школи під час панування Польщі, після 7-го класу вступив до Львівської гімназії, але не закінчив її через радянську окупацію в 1944 році.
Був свідком депортації поляків та українців до Сибіру, проголошення Української держави у 1941 році в селі Підмихайлівці. У 15 років уперше взяв у руки зброю, у 16 брав участь у бою проти більшовиків. 1945 року вступив у Юнацтво ОУН і ніколи не припиняв зв'язків з підпіллям. У підпільних виданнях, зокрема, в журналі «На чатах», під псевдонімом «Перелесник» публікувалися його вірші.
Впродовж 1945—1948 років навчався в Рогатинському педагогічному училищі, вчителював три роки на Городенківщині, але через конфлікти з райкомом комсомолу, у 1951 році вступив на заочне відділення Станіславського педагогічного інституту, який закінчив у 1954 році, та повернувся до Букачівського району. Довгий час відмовлявся вступати в комсомол і лише пізніше, щоби не втратити можливість працювати вчителем, погодився, про що потім довго шкодував.
У 1954 році разом зі своєю дружиною переїхав до Казахстану до її родини, яка була депортована до міста Кустанаї. У серпні 1954 року в Алма-Аті митрополит РПЦ Микола Могилевський висвятив на православного священника. Вступив на заочне відділення Ленінградської духовної семінарії, яку закінчив у 1957 році, почав працювати в Кустанайській церкві, настоятелем якої був родич дружини. Службу Божу правив церковнослов'янською мовою, проповіді читав російською, а в українських селах Сірого Клину — українською, через що здобув велику популярність серед українського населення. 27 вересня 1957 року був заарештований агентурою КГБ через те, що спілкувався українською мовою, поправляв мовні огріхи співрозмовників та співав українських пісень, поширював наклепи на адресу керівників партії та уряду, ненавидів радянську владу, організовував бандерівське підпілля до якого залучались також казахи, був готовий для здобуття Україною самостійності «змінити хрест на автомат». За ст. 58-1А РРФСР Кустанайський обласний суд 10-11 січня 1958 року через статтю 17 «пособництво в зраді Батьківщини», 58-10 ч. 2, тобто «антирадянська агітація і пропаганда з використанням національних і релігійних забобонів», 58-11 — «організація», а також «крадіжка державної власності» засудив Зиновія Карася до 10 років ув'язнення. Ув'язнення відбував у таборах Озерлагу Іркутської області та Дубровлагу в Мордовії. Важкі табірні умови та неякісне харчування спричинили загострення туберкульозу, який, проте, вдалося пригасити лікарськими травами, на яких добре знався.
Після звільнення 27 вересня 1967 року повернувся в Коломию, де мешкала сім'я — дружина Ярослава, діти Орест і Ніна. Влаштувався в майстерню ремонту медтехніки, закінчив за цим фахом спеціальний навчальний заклад у Харкові. Понад 20 років працював у лікарні, обслуговуючи рентгенівську, фізіотерапевтичну апаратуру, апаратуру операційних лабораторій. Перебував під постійним наглядом КДБ. У 1986 році в Карася зробили останній обшук, забрали багато літератури, магнітофонних стрічок, документи про освіту, затримали в КГБ на 3 доби в Івано-Франківську, але був звільнений.
28 вересня 1994 року був реабілітований.
Від 1988 року — активний учасник процесів національного відродження. Ініціатор повернення Свято-Михайлівського храму в м. Коломиї в лоно УГКЦ, депутат міської ради першого демократичного скликання, засновник «Християнського клубу» (1991), член Товариства української мови, почесний член товариства «Просвіта», редактор газети «Християнський вісник» Коломийсько-Чернівецької єпархії УГКЦ (від 1993), щонеділі в Народному домі читав лекції, регулярно публікувався в місцевій пресі, організовував відзначення національних свят.
На Великдень, 5 травня 2002 року, зазнав бандитського нападу на вулиці, був поранений.
В останні роки свого життя був позаштатним радником міського голови Коломиї. Сам будучи важкохворим, зібрані сім тисяч на операцію передав у Київ для підтримки Євромайдану, а також на підтримку ЗСУ на початку російсько-української війни.
4 березня 2014 року від довготривалої хвороби помер.

## Нагороди
- Почесний громадянин міста Коломиї (17 серпня 2004) — за особистий внесок у культурологічну та просвітянську державотворчу роботу у справі відродження і утвердження української національної ідеї[3]
- Медаль «Будівничий України»[12]
- Грамота Верховного Архиєпископа Кардинала Любомира Гузара
- Почесна медаль «Андрей Шептицький»[10]

## Відзначення пам'яті
У квітні 2016 року онук Зиновія Карася, журналіст з Івано-Франківська Володимир Гарматюк разом з однодумцями у рамках проєкту «Олюднимо історію разом» підготував пам'ятну листівку для випускників шкіл, яка складається із побажань, написаних одне одному на згадку випускниками Рогатинського педучилища випуску 1947-48 навчального року.